# 沙尔菲米兹多
沙尔菲米兹多，是匈牙利沃什州所辖的一个村，总面积7.46平方公里，总人口105，人口密度14.1人/平方公里（2010年1月1日）。